# استیو چاروندولو

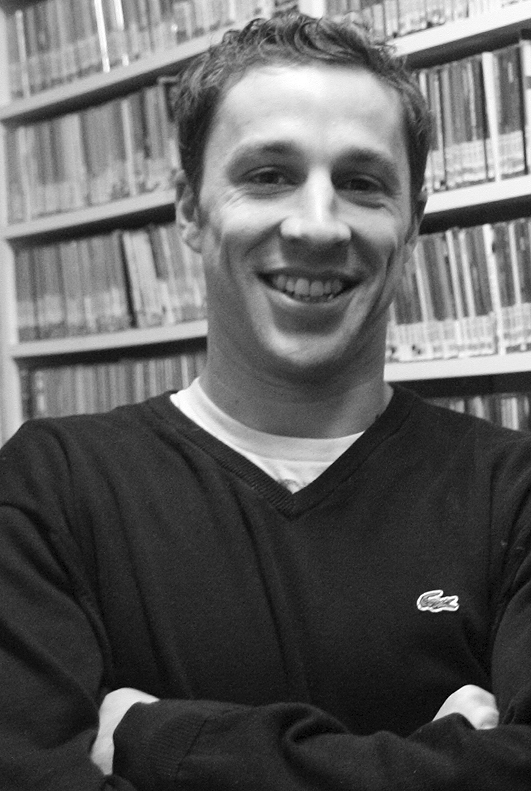

 استیو چاروندولو (به انگلیسی: Steve Cherundolo) زاده ۱۹ فوریه ۱۹۷۹ در ایلینوی، بازیکن فوتبال آمریکایی است که در پست مدافع بازی می‌کرد.
او مدافع تیم ملی فوتبال مردان ایالات متحده آمریکا است و هم‌اکنون در باشگاه فوتبال هانوفر ۹۶ در بوندسلیگا در آلمان بازی می‌کند.